# آدم غوردون
آدم غوردون هو سياسي كندي، ولد في 16 سبتمبر 1831، وتوفي في 28 مايو 1876. حزبياً، نشط في الحزب الليبرالي الكندي. وقد انتخب عضو مجلس العموم الكندي.